# Литовська Радянська Соціалістична Республіка
Лито́вська Радя́нська Соціалісти́чна Респу́бліка (лит. Lietuvos Tarybų Socialistinė Respublika; рос. Лито́вская Сове́тская Социалисти́ческая Респу́блика) — одна з республік СРСР, створена рішенням маріонеткового парламенту Литовської Республіки у липні 1940 року і включена до складу СРСР 3 серпня 1940, в 1990 році стала незалежною від СРСР, акт відновлення незалежності Литви прийнято 11 березня 1990. СРСР визнав незалежність 6 вересня 1991.

## Історія
За пактом Молотова — Ріббентропа (серпень 1939) між нацистською Німеччиною та Радянським Союзом, Литва потрапляла до німецької сфери впливу, однак у вересні 1939 після розв'язання Другої світової війни Литва була передана Радянському союзу в обмін на Люблінське та частини Варшавського воєводств Польщі.
14 червня 1940 Радянський Союз висунув Литві ультиматум з вимогою відставки уряду, арешту декількох міністрів і посилення радянської військової присутності у республіці. В умовах радянської окупації 14-15 липня у Литві були проведені вибори в Народний сейм (з єдиним списком блоку «Союз трудового народу Литви»), який 21 липня і проголосив утворення Литовської РСР й ухвалив просити Верховну Раду СРСР прийняти Литву до складу СРСР, що й було зроблено 3 серпня 1940.
В 1941-1944 територія Литви була окупована Німеччиною (Див. Литовський тимчасовий уряд, Райхскомісаріат Остланд, Генеральна округа Литва). У червні 1944 року Литва опинилася знову під окупацією Радянського союзу. У 1946 році взимку відбулися перші повоєнні вибори. Вибиралися 35 представника до верховної ради СРСР. Верховна Рада ЛитРСР, головою якої став Юстас Палецкіс, був фактично керівником вищої інституцією влади. Реально основна влада була в руках першого секретаря Комуністичної Партії, тривалий час цю посаду обіймав Антанас Снечкус.
Радянизація Литви почалася тоді, коли утвердилася диктатура комуністичної партії в країні. З Москви до Литви були надіслані вірні режиму керівники, які формували структуру влади. З метою утримати владу, керівниками інституцій призначали литовців, а їх заступниками — перевірених російськомовних фахівців, які, насправді, займалися керівництвом в країні. До весни 1945 року в Литву було надіслано 6,1 тис. російськомовних працівників. З найперших днів почалася повторна націоналізація та русифікація литовського народу. У громадян конфісковувалося майно, продовжувалася колективізація, яка припинилася в 1953 р. 
З 1944—1953 роках відбувався збройний опір Литви, мета якого була відновлення незалежності Литви, встановлення демократичного устрою, повернення народних цінностей та свобода віросповідання. Збройний опір ділилася на три етапи. Перший етап почався влітку 1944 року і тривав до літа 1946 р. У цей період організувалися загони, але єдиної організації не було. Другий етап почався влітку 1946 року і тривав до кінця 1948 р. У цей період сформувалася організація партизан, в бункерах жило від 5-15 чоловік. Застосовувалася основна тактика боротьби — організовувалися несподівані напади. Третій етап відбувався в 1949—1953 рр. Невеликі загони, рідко потрапляли у відкриті зіткнення. У Литві партизанський опір був найсильнішим серед країн Балтики, окремі регіони контролювалися повстанцями до 1949 року. Уникаючи прямих сутичок з червоноармійцями та військами НКВС, литовські партизани ефективно боролися методом саботажу, засідок та вбивств окремих комуністичних діячів. Керівником лісових братів в Литві був Йонас Жямайтіс, ім'ям якого з 1998 року названа військова школа у Каунасі. Адольфас Раманаускас (кодова назва Ванагас), останній офіційний командир Союзу борців за свободу Литви, був заарештований в жовтні 1956 року і страчений в листопаді 1957 року. 
Восени 1944 почалися створюватися списки «ворогів народу» та їх сімей. З початку 1945 р. депортованих із Каунаса ешелоном відправили в глиб СРСР, влітку того ж року їх було відправлено до Таджикистану. У травні 1945 року було прийняте рішення депортувати литовців з усіх округів. Протягом грудня було заслано 2 782 людини. У січні-лютому 1948 року — 1 134 особи з усіх округів Литви. До травня 1948 р число депортованих зросла до 13 304 осіб. З 22-23 травня 1948 г. почалася операція з депортації «Весна», під час якої було вивезено 36 932 особи, пізніше число виросло до 40 002. 25-28 березня 1949 року, під час операції «Прибій» до Сибіру депортувалося 28 981 особа, включаючи жінок і дітей віком до 16 років. Під час перевезення багато в'язнів загинуло. У квітні місяці ще два ешелони виїхало в глиб СРСР. До 1952 року було організовано ще 10 операцій по депортації литовців. У 1953 р відбулися останні вивезення людей у Томську область, а також в Алтайський та Красноярський краї.
Після смерті Сталіна почалася політична відлига. З'явилося покоління нових литовських письменників. Головну роль в житті суспільства відігравав національний театр. 
Але навіть після застосованого диктату проти литовського народу радянській владі все-одно не вдалося придушити рух за незалежність Литви. Дисиденти створили Лігу Вільної Литви, якою керував Антанас Терлецкас. У 1972 р в знак протесту в Каунасі спалив себе Ромас Каланта . Після цієї події почалися загальні протести, які показали, що величезна частина населення не підтримувала тодішній порядок. До активної боротьби долучилися і релігійні структури. Представники духовенства друкували хроніки католицьких церков Литви, яка потай поширювалася як не лише в країні, а й за її межами. Віруючі гуртувалися в невеликі групки і навчали дітей релігії, святкували релігійні свята, використовували народну і релігійну символіку. 13 січня 1983 року Європейський Парламент ухвалив резолюцію з питання балтійських держав, в якій засудив факт анексії як невідповідний «міжнародним правом» і зобов'язаннями СРСР за двосторонніми договорами з балтійськими країнами, підкресливши таким чином міжнародне невизнання анексії.
 23 серпня 1988 році відбувся величезний мітинг у Вільнюсі, в якому взяло участь близько 250 тис. чоловік. У 1989 р була організована акція «Балтійський шлях». на якій литовці, латвійці та естонці висловили своє бажання вийти зі складу СРСР, збудували живий ланцюг завдовжки майже в 600 км. У квітні 1989 року урядом СРСР було застосовано економічну блокаду проти країн Балтики.
11 березня 1990 року Верховна рада Литовської РСР прийняла декларацію про відновлення незалежності Литви, й закон про відновлення дії Конституції Литви 1938 року та перейменувала Литовську РСР у Литовську республіку.
У січні 1991 року самопроголошений Комітет національного порятунку Литви оголосив про відновлення в республіці радянської влади. На прохання комітету, персональний склад якого так і не був опублікований, у Вільнюс, Каунас й інші міста республіки були введені радянські війська, однак скинути уряд Литовської республіки Комітету так і не вдалося.
6 вересня 1991 року СРСР визнав незалежність Литві. Згодом Литва стала членом НАТО і Європейського Союзу.

## Населення
Станом на 1940 населення Литви становило 2.9 млн осіб. Зміни чисельного й національного складу викликала репресивна політика німецьких окупантів і їхніх місцевих союзників із масового знищення євреїв (95 % єврейського населення, бл. 200 тисяч чоловік, за іншими відомостями близько 225 тисяч), проведеного в 1940-і-1950-і роки масового виселення поляків в Польщу (так звана «репатріація»).
Крім цього, з 14 по 18 червня 1941 року з Литви було вислано у віддалені райони Сибіру і Крайньої Півночі близько 34 тисяч За даними центру дослідження геноциду й резистенції жителів Литви, в 1940-1953 з Литви було депортовано близько 132 тис. жителів до Сибіру, Заполяр'я і Середньої Азії. 70 % з них становили жінки (бл. 50 тис.) і діти (бл. 39 тис.). Одночасно близько 200 тис. відбували ув'язнення головним чином у таборах (бл. 150 тис.). В 1944 році з наближенням Червоної Армії до Литви значна частина населення виїхала, головним чином до Німеччини. На початку 1944 року в збройній боротьбі з Радянською владою, остаточно придушеній у 1953 році, загинуло в боях або в'язницях понад 20 тисяч, а за іншими даними — понад 30 тисяч людей. Загальні втрати населення у 1940—1952 роки склали понад 780 000 людей.
Пізніше, в 1975 чисельність населення досягла 3,29 млн; на 1 січня 1976 — 3 315 тис. осіб., згідно з останнім всесоюзним переписом населення 3 689 779 (1989).
За переписом 1970 року 80,1 % становили литовці (2 507 тис.), 8,6 % — росіяни (268 тис.), 7,7 % — поляки (240 тис.), 1,5 % — білоруси (45 тис.), 0,8 % — українці; проживали також латиші, татари, євреї і представники інших національностей.
Проведення колективізації й індустріалізації змінило співвідношення міського й сільського населення: в 1959 році частка сільського населення становила 61,4 %, в 1970 — 49,8 %.. На початку 1974 року в містах проживало на 329 тисяч чоловік більше, ніж у сільській місцевості. Жінки становили 53 %, чоловіки 47 % населення

## Адміністративний поділ
20 липня 1950 у Литовській РСР колишній адміністративний поділ на повіти, волості й апилінки (лит. apylinkė, тобто «околиця», адміністративно-територіальна одиниця менше району із власним самоврядуванням, віддалений аналог сільради) було замінено радянським розподілом на області, райони й апилінки. Спочатку було чотири області (Вільнюська, Каунаська, Клайпедська і Шяуляйська) і 87 районів (крім того, виділялися 71 місто й 9 селищ міського типу).
29 травня 1953 області були ліквідовані; апилінки укрупнювалися (1954 — 1224, 1963 — 653). В 1963 41 район, 89 міст, 25 селищ міського типу. В останні роки існування Литовської РСР територія поділялася на 44 сільські райони й 11 міст республіканського підпорядкування. Найбільші міста Вільнюс і Каунас, крім того, поділилися на міські райони (усього 7). Сільські райони ділилися на апилінки й включали 22 селища міського типу й 81 місто районного підпорядкування.

## Державні символи

### Герб
Державний герб Литовської РСР нагадував герби інших союзних республік. Він являв собою зображення золотого серпа й молота в золотих променях сонця на білому тлі, обрамленого колоссям і дубовим листям, перевитими червоними стрічками з написами ліворуч литовською і праворуч російською мовами «Пролетарі всіх країн, єднайтеся!». У верхній частині герба розташовувалася п'ятикутна зірка, у нижній його частині — букви на червоній стрічці «LTSR».

### Прапор
Державний прапор Литовської РСР являв собою полотнище з трьох горизонтально розташованих кольорових смуг: верхньої червоного кольору (вісьмох дванадцятих ширини прапора); середньої білого кольору (однієї дванадцятої ширини прапора); нижньої зеленого кольору (трьох дванадцятих ширини прапора). У верхньому лівому куті червоної частини прапора розміщалося зображення золотих серпа й молота із червоною п'ятикутною зіркою над ними, обрамленою золотою облямівкою. Відношення ширини прапора до його довжини 1:2.

### Гімн
Після включення Литви до складу СРСР в 1940-1941 й 1944-1950 як гімн використовувався «Інтернаціонал». З 1950 до 1988 роках виконувався гімн Литовської РСР (текст Антанаса Венцлови, музика Баліса Дваріонаса і Йонаса Швядаса).